# Кичмалка
Кичма́лка (кабард.-черк. Кӏыщ Балъкъ, карач.-балк. Кичибалыкъ) — село в Зольском районе Кабардино-Балкарской Республики.
Образует муниципальное образование «сельское поселение Кичмалка», как единственный населённый пункт в его составе.

## Географическое положение
Селение расположено в центральной части Зольского района, в долине одноимённой реки. Находится в 52 км к юго-западу от районного центра Залукокоаже и в 85 км к северо-западу от города Нальчик.
Площадь территории сельского поселения составляет — 54,08 км2.
Граничит с землями сельских поселений: Каменномостское на юго-востоке и Хабаз на юге.
Населённый пункт расположен в переходной от предгорной в горную зоне республики, у южного склона Джинальского хребта. Местность изрезана многочисленными хребтами и возвышенностями высоких холмов. Средние высоты составляют около 1050 метров над уровнем моря. Наивысшей точкой является гора Псыбгунж (1 491 м), расположенное к югу от села.
Почвы на присельском участке в основном представлены чернозёмами предкавказскими выщелоченными, типичными глинистыми и суглинистыми. По балкам и понижениям распространены луговато-чернозёмные выщелоченные и типичные глинистые почвы.
Гидрографическая сеть представлена рекой Кичмалка, в которую в пределах села впадают множество мелких рек, текущих с окружающих склонов.
Климат влажный умеренный. Среднегодовая температура составляет около +6,0°С. Лето в основном тёплое и прохладное, со средними температурами около +17,0°С. Зимы холодные. Из-за возвышающегося на севере Джинальского хребта, зимой действия северо-западных ветров практически не ощущается, и местность более подвержена спускающимся с гор ветрам. Средняя температура января составляет около -5,0°С. Первые заморозки наблюдаются в конце сентября, последние в конце апреля. Среднегодовое количество осадков составляет около 1200 мм. Основная часть осадков выпадает в период с мая по июль.

## Этимология
Село получило своё название по реке Кичмалка (карач.-балк. Кичибалыкъ суў), которая является главным левым притоком реки Малка, в её верхнем течении. Гидроним переводится с карачаево-балкарского языка, как «малая осетровая река», где кичи — «малый», балыкъ — «осётр». 

## История
Первое упоминание о населенном пункте на месте современной Кичмалки относится к 1860-м годам и связано с переселившимся из Карачая, кабардинским дворянином Магометом Жерештиевым (Джерештиевым). Архивные документы того времени свидетельствуют, что: «Выше укрепления Каменный Мост по течению реки Кичи-Малка в 10-ти верстах расположился аул Магомета Жерештиева с 6-тю вольными дворами карачаевцев вольноотпущенников». Позже Магомет переселяется в Кармово, где образовывается одноимённый Жерештиевский квартал.
В 1927 году организовывается первый сельскохозяйственный артель по совместной обработке земель жителями села Каменномостское, и на этой территории образовываются первые постоянные поселения современного села.
В 1935 году по причине селевого схода в верховьях Хуламо-Безенгиевского ущелья, из пострадавшего села Шыки на территорию Кичмалки были переселены балкарцы, во главе с К.Б. Мечиевым. Первыми переселенцами были родовые общины: Шаваевы, Кучменовы, Анаевы, Суйдумовы, Уяновы и другие. В 1936 году в Кичмалке был организован колхоз имени Чкалова.
Во время Великой Отечественной войны село в период с сентября 1942 года по январь 1943 года был оккупирован немецкими войсками. После изгнания захватчиков, восстановление народного хозяйства КБАССР было омрачено насильственной депортацией балкарцев в марте 1944 года. В ходе которой, балкарское и карачаевское население села было депортировано в Среднюю Азию.
До 1956 года село было в составе Нагорного района КБАССР. А после его упразднения, передано в состав Зольского района.
В 1957 году после реабилитации насильственно депортированных народов, началось возвращение балкарцев и карачаевцев из ссылки. Село при этом формально было разделено по этническому принципу. Карачаевцы осели в нижней части села, балкарцы заняли среднюю часть села, а в верхней части остались проживать кабардинцы.
В 1961 году были сданы три типовых двухэтажных малогабаритных здания, появились первые объекты социально-культурного сервиса.
С 1930-х годов существовала 4-летняя школа, позднее преобразованная в восьмилетнюю вечернюю. В 1962 году школа стала средней. В 1992 году построена новая школа по типовому проекту, трёхэтажная, трёхблочная, на 520 посадочных мест. В 1997 году здание старой школы было реконструировано под детский сад.

## Население
| 2002  | 2010  | 2012  | 2013  | 2014  | 2015  | 2016  |
| ----- | ----- | ----- | ----- | ----- | ----- | ----- |
| 1470  | ↗1542 | ↘1515 | ↘1510 | ↗1517 | ↗1535 | ↗1539 |
| 2017  | 2018  | 2019  | 2020  | 2021  | 2023  | 2024  |
| ↗1542 | ↗1543 | ↗1556 | →1556 | ↗1581 | ↗1583 | ↘1582 |
| 2025  |       |       |       |       |       |       |
| ↘1580 |       |       |       |       |       |       |

Плотность — 29.22 чел./км2.
За межпереписной период (с 2010 по 2021 год) население села увеличилось на 39 чел. (+ 2,53 %).
По данным Всероссийской переписи населения 2021 года:
| Народ                | Численность, чел. | Доля от всего населения, % |
| -------------------- | ----------------- | -------------------------- |
| балкарцы             | 1357              | 85,83 %                    |
| карачаевцы           | 121               | 7,65 %                     |
| кабардинцы (черкесы) | 95                | 6,01 %                     |
| другие               | 8                 | 0,51 %                     |
| всего                | 1581              | 100 %                      |

По данным Всероссийской переписи населения 2010 года:
| Народ                | Численность, чел. | Доля от всего населения, % |
| -------------------- | ----------------- | -------------------------- |
| балкарцы             | 1 198             | 77,7 %                     |
| кабардинцы (черкесы) | 175               | 11,3 %                     |
| карачаевцы           | 151               | 9,8 %                      |
| другие               | 18                | 1,2 %                      |
| всего                | 1 542             | 100 %                      |

## Местное самоуправление
Администрация сельского поселения Кичмалка — село Кичмалка, ул. Чкалова, 69.
Структуру органов местного самоуправления сельского поселения составляют:
- Глава сельского поселения Кичмалка — Гуртуев Малик Хизирович (с 17 ноября 2011 года).
- Местная администрация (исполнительно-распорядительный орган) — администрация сельского поселения Кичмалка.

Аппарат местной администрации сельского поселения состоит из 6 человек.
- Представительный орган — Совет местного самоуправления сельского поселения Кичмалка. Состоит из 10 депутатов[21].

## Образование
- Средняя общеобразовательная школа № 1 — ул. Чкалова, 34
- Детский сад № 1 - ул. Чкалова, 34

## Здравоохранение
- Участковая больница

## Культура
- Дом Культуры

## Ислам
- Сельская мечеть — ул. Чкалова, 63 (построена в 1991 году).

## Экономика
Основа экономики села — животноводство, растениеводство и огородничество. Наиболее развитые отрасли — разведение мелкого и крупного рогатого скота, а также выращивания капусты, овса и силосных культур кукурузы.
На территории сельского поселения функционирует предприятие — ООО «п/с Кичмалкинский»

## Улицы
На территории села зарегистрировано 14 улиц:

| Байсултанова |
| Баксанская   |
| Верхняя      |
| Гогуева      |
| Горная       |

| Кавказская |
| Лихова     |
| Мечиева    |
| Молодёжная |
| Нижняя     |

| Подгорная   |
| Центральная |
| Чкалова     |
| Школьная    |